# Enyalioides binzayedi
Enyalioides binzayedi  (лат.) — вид ящериц семейства Hoplocercidae. Эндемик небольшой области в национальном парке Cordillera Azul в регионе Сан-Мартин (Перу). Видовое латинское название дано в честь Мухаммада бен Зайд аль-Нахайяна, который спонсировал полевые исследования, что в свою очередь привело к открытию новых видов.